# Sagrado Corazón de Jesús
Sagrado Corazón de Jesús är en ort i Mexiko.   Den ligger i kommunen Tapalapa och delstaten Chiapas, i den sydöstra delen av landet, 700 km öster om huvudstaden Mexico City. Sagrado Corazón de Jesús ligger 1 341 meter över havet och antalet invånare är 205.
Terrängen runt Sagrado Corazón de Jesús är varierad. Runt Sagrado Corazón de Jesús är det ganska tätbefolkat, med 90 invånare per kvadratkilometer. Närmaste större samhälle är Ocotepec, 6,5 km sydväst om Sagrado Corazón de Jesús. I omgivningarna runt Sagrado Corazón de Jesús växer i huvudsak städsegrön lövskog.